# 파스 데라우에르타
파스 데라우에르타(스페인어: Paz de la Huerta, 1984년 9월 3일 ~ )는 미국의 배우이자 모델이다.

## 출연 작품
- 와인스타인 (2019)
- 미드 썸머 나이츠 드림 (2016)
- 에이미 인 어 케이지 (2015)
- 베어 (2015)
- 더 걸 이즈 인 트러블 (2015)
- 디 에디터 (2014)
- 콘크리트 언더그라운드 (2014)
- 인 더 우즈 (2013)
- 트란즈로코 (2013)
- 너스 3D (2012)
- 30 비트 (2011)
- 4:44 지구 최후의 날 (2011)
- 엔터 더 보이드 (2009)
- 보드워크 엠파이어 (2009)
- 리미츠 오브 컨트롤 (2009)
- 나의 인생 나의 기타 (2008)
- 더 클럽 (2008)
- 아나모프 (2007)
- Hollywood Dreams (2006)
- 트리퍼(영어판) (2006)
- 피어스 피플 (2005)
- 스틸 미 (2005)
- 브링잉 레인 (2003)
- Rick (2003)
- 워크 투 리멤버 (2002)
- 첼시 호텔 (2001)
- 라이딩 위드 보이즈 (2001)
- 메아리 찾기 (1999)
- 사이더 하우스 (1999)